# Алия аль-Хусейн
Алия́ Баха́ ад-Ди́н Тука́н (араб. علياء بھاء الدين طوقان‎), или королева Алия́ аль-Хусе́йн (араб. علياء الحسين‎; 25 декабря 1948, Каир, Египет — 9 февраля 1977, Амман, Иордания) — королева Иордании, третья жена иорданского короля Хусейна ибн Талала, представительница рода Тукан, управлявшего санджаком Наблус в Османской империи, дочь дипломата Баха ад-Дина Тукана.

## Биография

### Детство и юность
Алия Баха ад-Дин Тукан родилась в Каире 24 декабря 1948 года в семье дипломата Баха ад-Дина Тукана и Ханнах, урождённой Хашем. По линии отца она происходила из знатного палестинского рода Тукан, чьи представители правили санджаком Наблус в Палестине во времена Османской империи. Ещё до рождения дочери, семья переехала из Наблуса в Ас-Сальт в Иорданию. Отец будущей королевы поступил на дипломатическую службу к Абдалле ибн Хусейну, королю Иордании. Алия родилась, когда он служил послом Иордании в Египте.
Будущий муж впервые увидел её, когда ей был год. Принц Хусейн ибн Талал, которому было тринадцать лет, учился в колледже Виктории в Александрии и во время каникул жил в резиденции посла в Каире. Детство и юность Алии прошли при дипломатических миссиях Иордании в Египте, Турции, Великобритании, США и Италии, куда семья переезжала вслед за отцом.
В Лондоне она обучалась в частной школе. В Риме изучала политологию в Центре Джона Феличе — филиале Университета Лойолы в Чикаго, который окончила со степенью бакалавра. В Нью-Йорке поступила в Хантерский колледж, который окончила со степенью магистра по связям с общественностью и степенью бакалавра по психологии.
Алия вела спортивный образ жизни, предполагала стать дипломатом, однако случайная встреча с королём Хусейном ибн Талалом на чужой свадьбе кардинально изменила её жизнь. Монарх был женат вторым браком, но ко времени их встречи, отношения между ним и супругой охладели. Хусейн стал ухаживать за Алиёй.
В 1971 году, вслед за семьёй, она вернулась из Нью-Йорка в Амман, где устроилась на работу в отдел по связям с общественностью авиакомпании «Royal Jordanian». Спустя два месяца король обратился к ней с просьбой возглавить комитет по подготовке первого Международного чемпионата по водным лыжам в Акабе, спонсором которого была авиакомпания в которой работала Алия. Соревнование прошло в сентябре 1972 года. В декабре того же года Хусейн и Алия поженились.

### Королева Иордании
Алия основала Офис Её Величества королевы Иордании и стала первой королевой Иордании, занимавшей активную общественную позицию. Особое внимание она уделяла финансированию проектов в области социального развития, защите прав и здоровья женщин и детей, прежде всего сирот и беспризорников. При ней повысился уровень оказания услуг в медицинских учреждениях страны, дети из бедных семей смогли реализовать своё право на образование, в стране была построена сеть библиотек.
Поддерживая развитие национальной культуры, Алия содействовала основанию Национальный фольклорной труппы, Художественной галереи, ныне носящей её имя, Джерашского фестиваля искусств.
4 апреля 1974 года при активном участии королевы был принят закон, который предоставил женщинам Иордании избирательное право и право быть избранными в парламент. Однако действие этого закона было приостановлено из-за отсутствия парламентской жизни в Иордании с 1974 по 1989 год.
Сразу после замужества, 24 декабря 1972 года Алия получила Большую ленту и Цепь Ордена Хусейна ибн Али и Большую специальную звезду Ордена Возрождения. В 1976 году королева получила филиппинский Орден Габриэлы Силанг, японский Орден Драгоценной короны I степени и австрийскую Большую почётную звезду «За заслуги перед Австрийской Республикой».
Королева Алия аль-Хусейн погибла в результате крушения вертолета, возвращаясь в Амман после визита в госпиталь Тафилех на юге Иордании, 9 февраля 1977 года. Она была похоронена на королевском кладбище при резиденции Аль-Маквар. Над местом захоронения королевы была построена усыпальница. Имя королевы присвоено международному аэропорту в Аммане. В Иордании её имя носят также несколько благотворительных, медицинских и образовательных учреждений.

## Брак, титулы, потомство
Спустя четыре месяца после обручения, 24 декабря 1972 года в Аммане состоялась частная церемония бракосочетания между Алией Баха ад-Дин Тукан и Хусейном ибн Талалом (1935—1999), королём Иордании, сыном Талала ибн Абдаллы, короля Иордании и Зейн аш-Шараф Талал из рода шерифов и великих визирей Османской империи. Титул и имя Алии Баха ад-Дин Тукан после замужества — королева Алия аль-Хусейн. В этом браке родились двое детей:
- принцесса Хайя бинт аль-Хусейн (род. 1974), принцесса Иорданского Хашимитского королевского дома, 10 апреля 2004 года вышла замуж за Мохаммеда ибн Рашида аль-Мактума (род. 1949), эмира Дубая;
- принц Али бин аль-Хусейн (род. 1975), принц Иорданского Хашимитского королевского дома, 23 апреля 2004 года женился на Рим Брахими (род. 1969)[13].

В 1976 году королевская чета удочерила девочку-палестинку Абир Мухаисен (род. 1973), осиротевшую после авиакатастрофы в лагере беженцев-палестинцев под Амманом в Иордании.

## Видеозаписи
- H.M Queen Alia Al Hussein of Jordan — «Её Величество королева Иордании Алия аль-Хусейн».  (англ.)
- Queen Alia — «Королева Алия».  (англ.)
- جنازة الملكة علياء عام 1977- محمد ربابعه — «Похороны королевы Алии в 1977 году» (документальная запись).  (ар.)